# Putnam (Oklahoma)
Putnam – miasto w Stanach Zjednoczonych, w stanie Oklahoma, w hrabstwie Dewey.